# Лукас Белтран
Лукас Езекијел Белтран (шп. Lucas Ezequiel Beltrán; Кордоба, 29. март 2001) је аргентински фудбалер који тренутно наступа за Фјорентину. Игра на позицији нападача.

## Успеси
Ривер Плејт
- Прва лига Аргентине (1) : 2023.[4]

 Колон
- Трофеј шампиона: (финале: 2021)[5]

  Фјорентина
- Лига конференције: (финале: 2023/24)[6]

Појединачни
- Идеални тим Прве лиге Аргентине: 2023.[7]